# Frontière entre l'Arabie saoudite et le Koweït
La frontière entre l'Arabie saoudite et le Koweït est la frontière séparant l'Arabie saoudite et le Koweït. Le tracé actuel date de 1961 après l'indépendance du Koweït vis-à-vis du Royaume-Uni.
Cela concerne une très faible et très stratégique partie nord de la province saoudienne de l'est, Ach-Charqiya, capitale Dammam, zone de Hafar Al-Batin. 